# Chmielnik (Kalisz)
Chmielnik – osiedle położone w północno-wschodniej części miasta Kalisza, na terasie doliny Prosny; dawne kaliskie przedmieście, graniczy z Majkowem.

## Historia
W XIX w. wieś Chmielnik i Chmielnik majkowski należały do gminy Tyniec. Nazwa wywodzi się od chmielu, uprawianego na potrzeby licznych prywatnych i klasztornych browarów. W 1807 Napoleon Bonaparte nadał Chmielnik Józefowi Zajączkowi. W 1827 były tu 32 domy, a wieś liczyła 249 mieszkańców. 
W latach 1933–1936 na Chmielniku wzniesiono nowoczesny Szpital Powszechny im. Przemysława II, zaprojektowany przez Władysława Borawskiego (w 2006 włączony do Wojewódzkiego Szpitala Zespolonego im. Ludwika Perzyny w Kaliszu), a w 1953 obok szpitala zbudowano stację krwiodawstwa. Na osiedlu mieści się także Collegium Medicum Akademii Kaliskiej im. Prezydenta Stanisława Wojciechowskiego. 
Główne ulice osiedla to: Borkowska, Długa, al. Sikorskiego, Skarszewska, Stawiszyńska, Szeroka i Warszawska.

## Komunikacja miejska
Komunikację z pozostałymi częściami miasta zapewniają Kaliskie Linie Autobusowe:
- 5 (Wyszyńskiego – Toruńska),
- 6 (Elektryczna – Pólko/Długa),
- 13 (Skłodowskiej-Curie – Długa),
- 15 (Godebskiego/Długa – Skalmierzyce),
- 18 (Wyszyńskiego – Długa),
- 19 (Wyszyńskiego – Godebskiego),
- 22 (Godebskiego – Wyszyńskiego – Godebskiego).